# Borsos Károly
Borsos Károly (Vérteskethely, 1871. március 4. – Debrecen, 1933. október 2.) református pedagógus, gimnáziumi és főiskolai tanár, a Mezőtúri Református Kollégium igazgatója, klasszika-filológus, vallásfilozófus, szabadkőműves.

## Felmenői, családja
A Borsos család nemesi származásának igazolására, 1943-ban Borsos Endre közigazgatási bíró által indított eljárás nem járt sikerrel, ugyanis a Belügyminisztérium nem látta igazoltnak, azt a családi emlékezetben megmaradt eredettörténetet, miszerint a kérelmező abból a nemes Borsos családból származik, amely III. Ferdinánd magyar királytól 1646. október 1-én Zala vármegyében kapott címeres nemeslevelet és onnan Csajágra származott. A dokumentumok hiányara tekintettel a család eredete nem állapítható meg kétséget kizáróan, ugyanakkor a nemességvizsgálati eljárásban a család és más tanúk által megfogalmazott vallomások azt látszanak igazolni, hogy az a Csajágon honos nemes Borsos családból származik.
Borsos Károly a Komárom vármegyei Vérteskethelyen született 1871. március 4-én. Nagyapja, Borsos István (Kocs, 1798. december 26. – Nagysáp, 1880. december 19.) nagysápi református iskolamester. Édesapja, Borsos István (Nagysáp, 1840. június 25. – Nagysáp, 1891. március 14.) ászári, utóbb nagysápi református iskolamester, édesanyja nemes kocsi Sebestyén József és Tóth Julianna lánya, nemes kocsi Sebestyén Zsuzsanna. Szülei Kocson kötöttek házasságot 1860. december 11-én, házasságukból 15 gyermek született.
Testvérei:
- Borbála, nagysápi református elemi iskolai igazgatónő (Ászár, 1861. október 6.[5] – 1943. október 4.)[6]
- István, református lelkész, főiskolai tanár, klasszika-filológus, könyvtáros, numizmatikus (Ászár, 1863. február 8.[7] – Budapest, 1918. április 12.)[8] felesége: Nagysáp, 1888. december 20. Tscheppen Olga Karolina Erzsébet Jozefa
- Zsuzsanna (Ászár, 1865. augusztus 15.[9] - Ászár, 1865. augusztus 15.)
- Jolán (Ászár, 1867. október 6.[10] – Nagysáp, 1890. július 16.) férje: Tordai János magyar királyi csendőrőrsvezető
- Dezső (Ászár, 1869. február 22.[11] – Szombathely, 1904. szeptember 4.)[12] felesége: Pápa, 1894. május 6.[13] Poór Irén Etelka
- Lenke Kornélia (Vérteskethely, 1872. augusztus 12.[14] – Debrecen, 1940. április 27.) férje: Mohácsy Bálint
- Endre (Nagysáp, 1874. január 30.[15] – Nagysáp, 1874. július 19.)
- Gizella (Nagysáp, 1875. április 22.[16] – Nagysáp, 1875. július 15.)
- Endre, közigazgatási bíró, a Közigazgatási Bíróság elnöke, lakásügyi kormánybiztos, a budai református egyházközség főgondnoka (Nagysáp, 1876. június 6.[17] – ) felesége: Pápa, 1900. július 7.[18] Schirkhuber Laura Vilma. Borsos Endre beszámolója szerint 1944. október 15-től ő és családja bújtatta Bajcsy-Zsilinszky Endrét.[19]
- Béla Lajos (Nagysáp, 1878. február 7.[20] – Nagysáp, 1878. július 16.)
- Béla Lajos, nagysápi főtanító, hősi halált halt gyalogos katona orosz hadifogságban (Nagysáp, 1879. június 6.[21] – Szovjetunió, 1919. november 11.) felesége: László Erzsébet
- Margit Irma (Nagysáp, 1881. március 22.[22] – Nagysáp, 1886. augusztus 20.)
- Ilona (Nagysáp, 1883. május 29.[23] – Budapest, 1962. január ) férje: Bossányi Iván
- Irma, tanító (Nagysáp, 1886. január 2.[24] – ) férje: Nagysáp, 1910. november 14. Tóth József tanító

Feleségét nemes perlaki Perlaky Izabella (Ella) (Pápa, 1873. november 30. – Mezőtúr, 1962.), nemes perlaki Perleky Géza, 1848-as honvéd hadnagy és földbirtokos, a pápai evangélikus gyülekezet presbitere és gyámintézeti elnöke, a zalai evangélikus esperesség világi jegyzője és Tarczy Laura lánya, Tarczy Lajos unokája, akivel Pápán 1897. július 14-én kötött házasságot. Házasságukból nem született gyermek. Nevelt fiúk dr. Borsos Dezső.

## Tanulmányai
Borsos Károlyt szülei református lelkésznek szánták, de ő úgy döntött, hogy nevelő lesz, mint nagyapja és édesapja. Algimnáziumi tanulmányait Esztergomban végezte. Főgimnáziumi éveit az 5. osztálytól a Pápai Református Kollégiumban töltötte. Teológiát 1887/1888. tanévtől ugyancsak Pápán tanult. A pápai kollégiumi évek után elvégezte a Kolozsvári Tudományegyetem bölcsészet-, nyelv- és történettudományi karát, majd Lipcsében bővítette tudását.

## Munkássága
Borsos Károlyt a középiskolai tanári oklevél megszerzése után 1897-ben a Mezőtúri Református Kollégium latin-görög szakos tanára lett. A Mezőtúri Református Kollégiumot 1906-tól igazgatta. 25 évig állt intézmény élén, amelyet ő emelt országos szintre. De haladó szellemű alakja volt a város széles körű közéletének is. Különösen szívén viselte a közművelődés kiterjesztésének ügyét. Ennek keretében 1907-ben újjáélesztette a „tanárestélyeket”, amelyeken vetített képes ismeretterjesztő előadások, hangversenyek szerepeltek a tanári kar és a diákság közreműködésével. 1911-ben bevezette a „munkásgimnáziumot”, 1912-ben pedig a „szabadlíceumot” ennek kiegészítéseként. Igazgatása alatt épült meg 1910 és 1911 között a torna- és rajzterem, a könyvtár, az igazgatói lakás, majd 1914-ben az új internátus (amely ma kórház). A dinamikus fejlődést az I. világháború és következményei állították meg. Alapító- és vezető tagja volt az 1905. február 28-án alapított mezőtúri Kossuth Lajos Szabadkőműves Páholynak, mely 1919. április 7-én oszlattak fel. 1915 és 1919 között szerkesztette a Mezőtúr és Vidéke c. lapot. Az 1918. október 31-én megalakult mezőtúri Nemzeti Tanács alelnökévé választották, amelyben Lányi Lajos elnökkel együtt a közrend és nyugalom helyreállításán fáradoztak. Kiemelkedő tanári munkája és igazgatói feladatai mellett szerkesztette a Protestáns Tanügyi Szemlét, amely 1931-ig Mezőtúron jelent meg. Előadásokat tartott és cikkeket írt. Mindezek mellett igazgatósági tagja volt a Mezőtúri Takarékpénztárnak. Borsos Károly 1930-ig, nyugalomba vonulásáig, illetve a Tiszántúli református egyházkerületben középiskolai tanfelügyelővé való kinevezéséig állt a Mezőtúri Református Kollégium élén. Ezután, tisztségéből is kifolyólag Debrecenben élt, ott munkálkodott tovább.

## Halála
Debreceni évei alatt régi, lappangó betegsége hamarosan elhatalmasodott rajta és ledöntötte. 1933. október 2-án Debrecenben hunyt el. Kívánsága szerint Mezőtúron a Felsőrész Református Temetőben helyezték örök nyugalomra 1933. október 4-én. Utolsó útjára nemcsak a Mezőtúri Református Kollégium, hanem az egész város mély részvéte kísérte.

## Emlékezete
Borsos Károly portréját Félegyházi Gyula művész-tanár még halálának évében, 1933-ban megfestette a Mezőtúri Református Kollégium számára. 1934. október 7-én a kollégium tanári kara és a tanuló ifjúság gyászünnepélyt tartott emlékére. Kizarándokoltak sírjához, amelyen már 1934 augusztusa óta Debreczeny Tivadar szobrász, éremművész alkotása, egy bronz szobor síremlék állt. A sírszobrot, amelyet ma a mezőtúri Belvárosi Református nagytemplom előtti kertben láthatunk, felesége, nemes perlaki Perlaky Ella emeltette férje hamvai fölé.

## Művei
- Kálvinista világnézet. Mezőtúr, 1922.

## Származása
| Borsos Károly (Vérteskethely, 1871. március 4.– Debrecen, 1933. október 2.) református pedagógus, gimnáziumi és főiskolai tanár, a Mezőtúri Református Kollégium igazgatója, klasszika-filológus, vallásfilozófus, szabadkőműves | Apja: Borsos István (Nagysáp, 1840. június 25. – Nagysáp, 1891. március 14.) ászári, utóbb nagysápi református iskolamester | Apai nagyapja: Borsos István (Kocs, 1798. december 26. – Nagysáp, 1880. december 19.) nagysápi református iskolamester | Apai nagyapai dédapja: Borsos István (Kocs, 1773. augusztus 17. – ?) |
| Borsos Károly (Vérteskethely, 1871. március 4.– Debrecen, 1933. október 2.) református pedagógus, gimnáziumi és főiskolai tanár, a Mezőtúri Református Kollégium igazgatója, klasszika-filológus, vallásfilozófus, szabadkőműves | Apja: Borsos István (Nagysáp, 1840. június 25. – Nagysáp, 1891. március 14.) ászári, utóbb nagysápi református iskolamester | Apai nagyapja: Borsos István (Kocs, 1798. december 26. – Nagysáp, 1880. december 19.) nagysápi református iskolamester | Apai nagyapai dédanyja: Bácsai Zsuzsanna                             |
| Borsos Károly (Vérteskethely, 1871. március 4.– Debrecen, 1933. október 2.) református pedagógus, gimnáziumi és főiskolai tanár, a Mezőtúri Református Kollégium igazgatója, klasszika-filológus, vallásfilozófus, szabadkőműves | Apja: Borsos István (Nagysáp, 1840. június 25. – Nagysáp, 1891. március 14.) ászári, utóbb nagysápi református iskolamester | Apai nagyanyja: nemes Bori Judit (Páty, 1807. június 21. – ?)                                                          | Apai nagyanyai dédapja: nemes Bori István                            |
| Borsos Károly (Vérteskethely, 1871. március 4.– Debrecen, 1933. október 2.) református pedagógus, gimnáziumi és főiskolai tanár, a Mezőtúri Református Kollégium igazgatója, klasszika-filológus, vallásfilozófus, szabadkőműves | Apja: Borsos István (Nagysáp, 1840. június 25. – Nagysáp, 1891. március 14.) ászári, utóbb nagysápi református iskolamester | Apai nagyanyja: nemes Bori Judit (Páty, 1807. június 21. – ?)                                                          | Apai nagyanyai dédanyja: Árki Judit                                  |
| Borsos Károly (Vérteskethely, 1871. március 4.– Debrecen, 1933. október 2.) református pedagógus, gimnáziumi és főiskolai tanár, a Mezőtúri Református Kollégium igazgatója, klasszika-filológus, vallásfilozófus, szabadkőműves | Anyja: nemes kocsi Sebestyén Zsuzsanna (Kocs, 1840. július 26. – Nagysáp, 1922. február 7.)                                 | Anyai nagyapja: nemes kocsi Sebestyén József                                                                           | Anyai nagyapai dédapja:                                              |
| Borsos Károly (Vérteskethely, 1871. március 4.– Debrecen, 1933. október 2.) református pedagógus, gimnáziumi és főiskolai tanár, a Mezőtúri Református Kollégium igazgatója, klasszika-filológus, vallásfilozófus, szabadkőműves | Anyja: nemes kocsi Sebestyén Zsuzsanna (Kocs, 1840. július 26. – Nagysáp, 1922. február 7.)                                 | Anyai nagyapja: nemes kocsi Sebestyén József                                                                           | Anyai nagyapai dédanyja:                                             |
| Borsos Károly (Vérteskethely, 1871. március 4.– Debrecen, 1933. október 2.) református pedagógus, gimnáziumi és főiskolai tanár, a Mezőtúri Református Kollégium igazgatója, klasszika-filológus, vallásfilozófus, szabadkőműves | Anyja: nemes kocsi Sebestyén Zsuzsanna (Kocs, 1840. július 26. – Nagysáp, 1922. február 7.)                                 | Anyai nagyanyja: Tóth Julianna                                                                                         | Anyai nagyanyai dédapja:                                             |
| Borsos Károly (Vérteskethely, 1871. március 4.– Debrecen, 1933. október 2.) református pedagógus, gimnáziumi és főiskolai tanár, a Mezőtúri Református Kollégium igazgatója, klasszika-filológus, vallásfilozófus, szabadkőműves | Anyja: nemes kocsi Sebestyén Zsuzsanna (Kocs, 1840. július 26. – Nagysáp, 1922. február 7.)                                 | Anyai nagyanyja: Tóth Julianna                                                                                         | Anyai nagyanyai dédanyja:                                            |